# Váncsod
Váncsod é um município da Hungria, situado no condado de Hajdú-Bihar. Tem 34,43 km² de área e sua população em 2015 foi estimada em 1.223 habitantes.